# Permeantie

Een magnetische kring

De permeantie of magnetische geleidbaarheid van een magnetische kring is het omgekeerde van de reluctantie of magnetische weerstand.
De permeantie wordt meestal aangeduid met een hoofdletter lambda: {\displaystyle \Lambda }
{\displaystyle \Lambda ={\frac {1}{{\mathfrak {R}}_{m}}}}